# Roodhuis
Roodhuis (officieel, Fries: Reahûs) is een dorp in de gemeente Súdwest-Fryslân, in de Nederlandse provincie Friesland. Roodhuis ligt ten noorden van Sneek, tussen Scharnegoutum en Oosterend ten oosten van de Franekervaart en ten noorden van de Oude Ried. Aan de Franekervaart ligt ter hoogte van Roodhuis een kleine camping. In 2023 telde het dorp 195 inwoners. In het postcodegebied van Roodhuis ligt de buurtschap Hoekens.

## Geschiedenis
De dorpen Oosterend, Itens, Hidaard en Lutkewierum lagen oorspronkelijk op een eiland. Overtollig water van het eiland werd onder andere geloosd bij Sânleanstersyl; In de 12e eeuw slibde de Middelzee langzaam dicht. Roodhuis is ontstaan aan de Slachtedijk de oude zeewering van het Middelzeegebied.
In 1580 mocht pastoor Dominicus niet meer voorgaan in de kerk van Oosterend, hij kreeg een klein pensioen en vertrok naar de Pôlle bij Sânlean, alwaar een paar boerderijen stonden waar hij stiekem doorging met preken. Lang niet iedereen wilde protestant worden en de kerk dook onder. Op de boerderij Slippens (de eerste schuilkerk) en later in het Blauwe Huys van Bongastate (de tweede schuilkerk) werden illegale kerkdiensten gehouden door mensen die trouw bleven aan het roomse geloof. Vanwege het isolement en omdat het niet opviel werd dit oogluikend toegelaten.
In 1709 kwam kapelaan Cramers vanuit het huis met het blauwe dak (= Bongastate ) waar destijds de katholieke Oostenders bijeenkwamen naar de Oude Pôlle bij Sânlean, daar werd de derde schuilkerk gebouwd met een rood dak om duidelijk te maken dat het was afgelopen met de diensten in het Blauwe huis. Ignatius Crames of eigenlijk Franciscus wordt daarom beschouwd als de stichter van Roodhuis.
In 1762 werd de vierde schuilkerk gebouwd tijdens de bediening van pastoor Johannes van Rijswijk (1759-1786). Boerin en mecenas, Bauckje Bouwes Faber uit Tirns, doneerde in deze periode vele duizenden guldens en werd door Van Rijswijk als stichteres van de nieuwe kerk betiteld. In 1850 werd deze kerk verbouwd.
In de loop der jaren kwamen er ook huizen bij. Vervolgens groeide de buurschap met een nieuwe pastorie, een kerkhof en de nieuwe Sint-Martinuskerk (onder leiding van pastoor ten Bokum). Vervolgens kwam de St Bonifaciusschool erbij (1922).
Omdat het buurschap onder Oosterend steeds verder groeide en officieus wel, maar officieel niet bestond werd op 27 augustus 1954 door de gemeenteraad besloten dat Roodhuis een dorp moest worden. Ter uitvoering van dit besluit heeft het college van B en W vervolgens vastgesteld, dat Roodhuis met ingang van 2 mei 1955 de dorpsstatus krijgt.
Tot de gemeentelijke herindeling in 1984 maakte Roodhuis deel uit van de gemeente Hennaarderadeel, dat toen met de gemeente Baarderadeel opging in de toen nieuwe gemeente Littenseradeel. Sinds 1991 is de officiële naam het Friestalige Reahûs. Sinds 2018 ligt het dorp in de gemeente Súdwest-Fryslân.

## Kerk
De kerk van het dorp is de Sint-Martinuskerk. De neogotische pseudobasiliek uit 1892 is gewijd aan Sint Martinus en werd ontworpen door de architect Alfred Tepe.

## Markante gebouwen
In het midden van het dorp, aan de Sanleansterdyk, stond een voormalige bakkerij waarvan gevel nog origineel is. Aan de Sânleansterdyk 13 was vroeger een Café gevestigd, Café Zanlaan.
Even buiten het dorp staan aan de Sânleansterdyk de oudste boerderij van Friesland. De eiken balken van het dakgebint stammen uit 1595 en zijn nog in originele staat bewaard gebleven, zo heeft onderzoek van Paul Borghaerts uitgewezen.

## Sport
De kaatsvereniging Reahûs-Turns bedient zowel Roodhuis als Tirns. De volleybalvereniging COVOS wordt gedeeld met het dorp Oosterend. Verder is er in het dorp een badmintonvereniging en een ijsclub.

## Cultuur
Het dorp heeft een dorpshuis, It Readhûs die tevens een sportzaal heeft. Daarnaast is er een zangkoor, een toneelvereniging en wordt een dorpskrant uitgebracht.

## Onderwijs
De school van Roodhuis is de Sint Bonifaciusschool. De school zit in een gebouw uit 1922 en is in 2010 verbouwd.

## Bevolking
- 1959 - 234
- 1964 - 217
- 1969 - 197
- 1974 - 168
- 2004 - 180
- 2016 - 178
- 2018 - 180
- 2019 - 185
- 2021 - 185
- 2023 - 195